# Franz Reichleitner
Franz Karl Reichleitner (ur. 2 grudnia 1906 w Ried im Traunkreis, zm. 3 stycznia 1944 w okolicach Fiume) – Austriak, funkcjonariusz Gestapo, SS-Hauptsturmführer, uczestnik akcji T4, drugi, a zarazem ostatni komendant obozu zagłady w Sobiborze.

## Życiorys

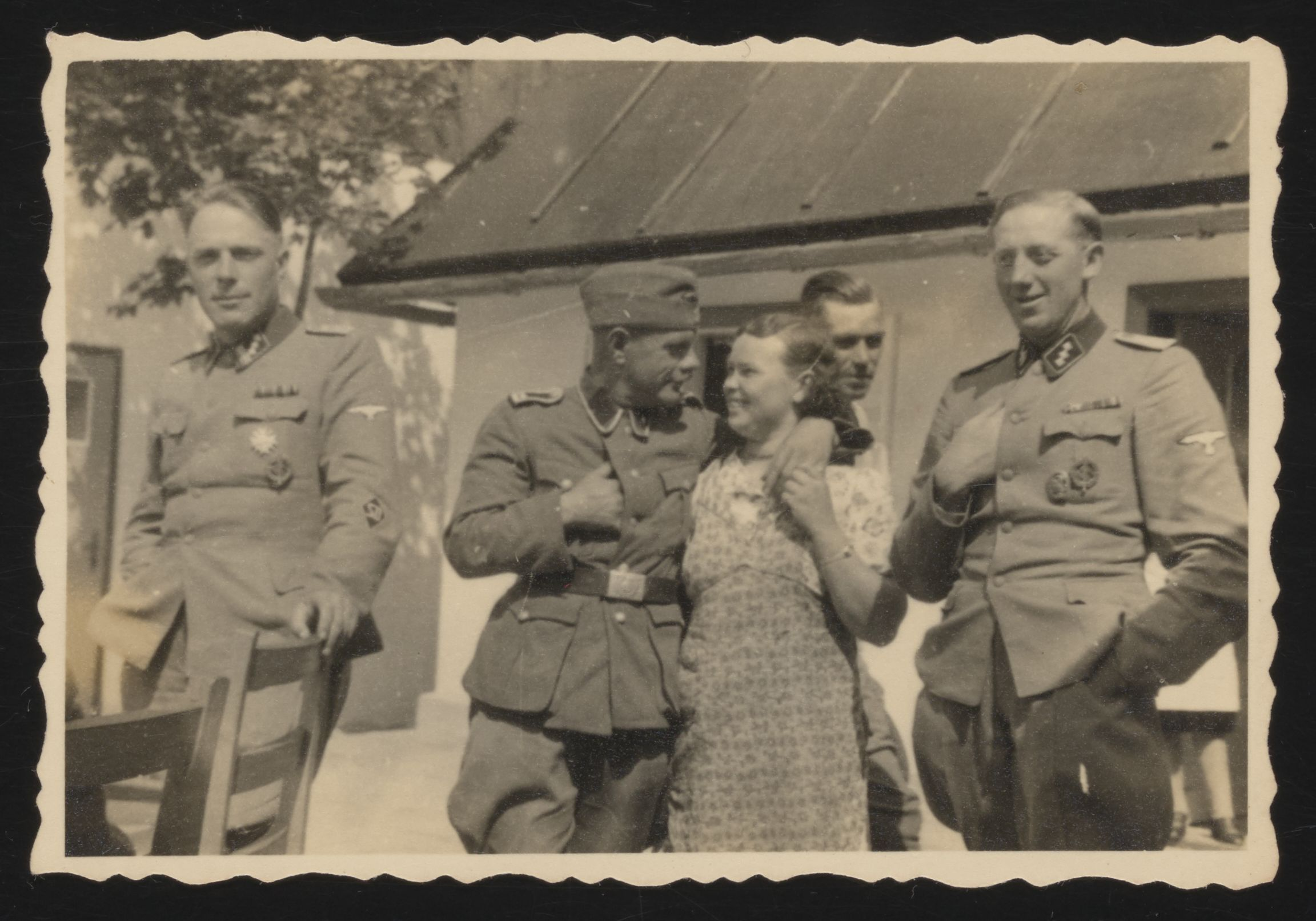
Reichleitner (z lewej) z podwładnymi z załogi Sobiboru: Erichem Bauerem (w środku) i Johannem Niemannem (z prawej)

W 1936 roku został członkiem NSDAP, otrzymując legitymację partyjną nr 6 369 213. Rok później wstąpił w szeregi SS (numer członkowski 357 065). Po Anschlussie, w randze sekretarza kryminalnego (Kriminalsekretär), służył w placówce Gestapo w Linzu.
Należał do personelu akcji T4, czyli tajnego programu eksterminacji osób psychicznie chorych i niepełnosprawnych umysłowo. Pracował w „ośrodku eutanazji” na Zamku Hartheim, gdzie z czasem objął stanowisko kierownika administracyjnego. W Hartheim poznał przyszłego inspektora obozów zagłady akcji „Reinhardt”, Christiana Wirtha, a także wielu późniejszych członków personelu Sobiboru.
Pod koniec sierpnia 1942 roku pierwszy komendant obozu zagłady w Sobiborze, Franz Stangl, został przeniesiony na stanowisko komendanta obozu zagłady w Treblince. Decyzją kierownika akcji „Reinhardt”, SS-Brigadeführera Odilo Globocnika, na stanowisku komendanta Sobiboru zastąpił go Reichleitner. Po przybyciu do obozu zaprowadził znacznie surowszą dyscyplinę niż poprzednik. Unikał kontaktu z żydowskimi więźniami oraz sporadycznie uczestniczył w przyjmowaniu transportów, stąd we wspomnieniach ocalonych jego osoba pojawia się stosunkowo rzadko. Został zapamiętany jako alkoholik i wręcz obsesyjny antysemita. Szlomo Szmajzner wspominał, że Reichleitner lubił okazywać swoją władzę zarówno żydowskim więźniom, jak i członkom załogi, którzy traktowali go z wyraźnym respektem. Więźniowie nadali mu przydomek Trottel (niem. „idiota”), gdyż było to słowo, którym najczęściej się do nich zwracał.
W okresie, gdy pełnił funkcję komendanta, w komorach gazowych Sobiboru zgładzono około 100 tys. Żydów. Odpowiadał także za brutalne traktowanie więźniów przydzielonych do obozowych komand roboczych, m.in. osobiście zarządził egzekucję kilkunastu Żydów w odwecie za zbiorową ucieczkę „komanda leśnego” (lipiec 1943). Wiosną 1943 roku otrzymał awans do stopnia SS-Hauptsturmführera. W czasie buntu więźniów Sobiboru, który wybuchł 14 października 1943 roku, nie był obecny w obozie, gdyż przebywał na urlopie. Po powrocie przez pewien czas nadzorował prace związane z likwidacją obozu i zacieraniem śladów po jego istnieniu. 
Pod koniec 1943 roku został podobnie jak większość weteranów akcji „Reinhardt” przeniesiony do Einsatz R operującej na wybrzeżu Adriatyku. Zadaniem tej jednostki była likwidacja miejscowych Żydów oraz walka z jugosłowiańską i włoską partyzantką. Reichleitner objął dowództwo nad placówką Einsatz R w Fiume. 3 stycznia 1944 roku poległ w potyczce z włoskimi partyzantami. Spoczywa na niemieckim cmentarzu wojskowym w Costermano.
Został odznaczony Krzyżem Zasługi Wojennej z Mieczami.

## Film
Franz Reichleitner jest jednym z antagonistów w brytyjskim filmie telewizyjnym Ucieczka z Sobiboru z 1987 roku. W jego postać wcielił się Eric P. Caspar.